# Рейнерт, Шон
Шон Рейнерт (англ. Sean Reinert, 27 мая 1971 года — 24 января 2020 года) — был постоянным барабанщиком групп «Cynic» и «Æon Spoke». Но наибольшую известность ему принесло его участие в записи альбома «Human» группы «Death». Также он работал с группами «Portal», «Gordian Knot» и «Aghora».
Следующих барабанщиков Шон Рейнерт отмечает, как оказавших влияние своей игрой на формирование его стиля в ранние годы: Дэйв Миранда, Джон Бонэм, Дэйв Векл, Гари Хасбанд и Винни Колаюта.
Рейнерт умер 24 января 2020 года в возрасте 48 лет.

## Биография
В 1991 году Рейнерт и Пол Масвидал (также игравший в «Cynic») были приглашены Чаком Шульдинером в группу «Death», чтобы записать альбом «Human». Этот альбом положил начало жанру техничного дэт-метала. После турне с «Death» в поддержку этого альбома Шон и Пол вернулись в «Cynic».
В 1993 году увидел свет альбом «Focus». Эта работа стала важнейшей вехой в истории жанров техничного/прогрессивного метала. Так же часто можно встретить определение для жанра, в котором записан этот альбом, как «джаз-дэт-метал». Запись проводилась на лейбле Roadrunner Records. В связи с постоянным спросом Roadrunner перевыпустил этот релиз в 2005 году специальным коллекционным изданием. После распада группы в 1994 году Рейнерт поучаствовал в стороннем для музыкантов «Циника» проекте «Portal». «Portal» выпустил одно демо и распался. Переехав в Лос-Анджелес, Рейнерт продолжил свою музыкальную деятельность, участвуя в записи телевизионных шоу и музыки для фильмов.
В 1999 Рейнерт, со своим другом Полом Масвидалом создали группу «Æon Spoke», и стали делать музыку в стиле, как они его назвали, «неземного рока» (ethereal rock).. Группа выпустила альбомы в 2004 и 2007 годах, выступала на национальных и спутниковых тв-каналах, звучала на радио и даже появилась в нескольких телешоу и на саундтреках фильмов.
В 2006 году было объявлено о том, что группа «Cynic» воссоединится для проведения турне, которое прошло летом 2007 года. Музыканты в обновлённом составе записали после турне второй альбом группы, названный «Traced in Air», который вышел в 2008 году. Таким образом, между первым и вторым альбомами прошло целых пятнадцать лет. После записи альбома последовали дальнейшие турне. В 2009 году «Cynic» записали мини-альбом «Re-Traced», выпущенный в мае 2010 года.
В мае 2014 года Шон Рейнерт вместе со своим другом и коллегой по музыкальной деятельности Полом Масвидалом публично объявили, что они геи

## Дискография
«Cynic»
- «Focus» (1993)
- «Traced in Air» (2008)
- «Re-Traced» (2010)
- «Carbon-Based Anatomy» (2011)
- «The Portal Tapes» (2012)
- «Kindly Bent to Free Us» (2014)

Другие
- «Death» − «Human» (1991)
- Шон Мэлоун − «Cortlandt» (1996)
- «Gordian Knot» − «Gordian Knot» (1999)
- «Gordian Knot» − «Emergent» (2003)
- «Aghora» − «Aghora» (2000)
- «Aghora» − «Formless» (2006)
- «Æon Spoke» − «Above the Buried Cry» (2004)
- «Æon Spoke» − «Æon Spoke» (2007)
- «C-187» − «Collision» (2007)
- Levi/Werstler — «Avalanche of Worms» (2010)
- «Sylencer» — «A Lethal Dose of Truth» (2012) (приглашённый ударник на композиции «Acquiesce»)[6]